# 1987 WS3
1987 WS3 är en asteroid i huvudbältet som upptäcktes den 24 november 1987 av den amerikanske astronomen Stephen W. McDonald vid Anderson Mesa Station.
Asteroiden har en diameter på ungefär 11 kilometer.